# Giải Kurt Tucholsky
Giải Kurt Tucholsky là một giải thưởng văn học của Đức dành cho các nhà văn, nhà báo hoặc người xuất bản văn học có đóng góp xuất sắc trong lãnh vực báo chí văn học. Giải này do "Hội Kurt Tucholsky" và "Quỹ Kurt Tucholsky" (tới năm 2003 thì Quỹ Kurt Tucholsky thôi trài trợ) lập ra từ năm 1995 nhân kỷ niệm 60 năm ngày từ trần của Kurt Tucholsky, nhà văn, nhà báo người Đức gốc Do Thái sống lưu vong và chết ở Thụy Điển. Ban đầu, giải được trao hàng năm, từ năm 1997 giải được trao mỗi 2 năm một lần. Khoản tiền thưởng của giải hiện nay là 3.000 euro.

## Người đoạt giải
- 1995 Konstantin Wecker
- 1996 Heribert Prantl
- 1997 Kurt Marti
- 1999 Daniela Dahn
- 2001 Harry Pross
- 2003 Wolfgang Büscher
- 2005 Erich Kuby
- 2007 Lothar Kusche và Otto Köhler
- 2009 Volker Weidermann
- 2011 Deniz Yücel
- 2013 Mario Kaiser
- 2015 Jochanan Trilse-Finkelstein
- 2017 Sönke Iwersen
- 2019 Margarete Stokowski
- 2021 Mely Kiyak
- 2023 Alexander Estis